# 徐樹屏
徐樹屏（1663年—1732年），字敬思，號省菴、又号桐亭，江蘇蘇州府崑山縣人，清朝政治人物。徐學第四子，徐元文、徐秉義之侄。

## 生平
徐乾學與夫人金氏及側室張氏共有五子，皆為進士：長子徐樹穀為康熙二十四年（1685年）乙丑科進士；次子徐炯為康熙二十一年（1682年）壬戌科進士；三子徐樹敏為康熙四十二年（1703年）癸未科進士；五子徐駿為康熙五十二年（1713年）癸巳恩科進士。徐樹屏為徐乾學第四子，康熙二十三年（1684年）甲子科順天鄉試舉人，五十一年（1712年）壬辰科進士。授刑部主事，遷刑部廣西司郎中。五十八年（1719年）任廣西按察司僉事、提調學政，雍正元年（1735年）與廣西布政使劉廷琛等在西林縣設立官學，在廣西地區選拔人才包括陳宏謀等。後引疾歸里，雍正十年（1732年）卒，享年七十歲。

## 著作
徐樹屏著有《左國紀事本末》，作序並刊刻秦雲爽著《閨訓新編》，考訂刊刻並題跋南宋大儒呂祖謙著《古文關鍵》二卷等書。

## 家庭
夫人為蘇州婁關蔣氏家族蔣燦曾孫女、候選知縣蔣之逵女；繼妻邵氏；側室王氏；媵汪氏。有三子：長子徐德復、次子徐德豐及三子徐德頤。還有四女：長女嫁婁縣王嚴峙子王祖忱；次女嫁宛平王氏王如珩；三女嫁海寧陳氏陳履祥；四女嫁崑山胡垣。